# 2. deild Wysp Owczych (1983)
W roku 1983 odbyła się 40. edycja 2. deild Wysp Owczych – drugiej ligi piłki nożnej Wysp Owczych. W rozgrywkach brało udział 8 klubów z całego archipelagu. Klub z pierwszego miejsca awansował do 1. deild. W sezonie 1983 był to NSÍ Runavík. Klub z ostatniego miejsca spadał do 3. deild, a w roku 1983 był to EB Eiði.

## Uczestnicy
| Uczestnicy 2. deild Wysp Owczych 1982                                                                         | Uczestnicy 2. deild Wysp Owczych 1982 | Uczestnicy 2. deild Wysp Owczych 1982 | Uczestnicy 2. deild Wysp Owczych 1982 |
| --- | ------------------------------------- | ------------------------------------- | ------------------------------------- |
| NSÍ | NSÍ Runavík                           | 2                                     |                                       |
| Royn | Royn Hvalba                           | 3                                     |                                       |
| SÍ | SÍ Sørvágur                           | 4                                     |                                       |
| EB | EB Eiði                               | 5                                     |                                       |
| Fram | Fram Tórshavn                         | 6                                     |                                       |
| SÍF | SÍF Sandavágur                        | 7                                     |                                       |
| Spadek z 1. deild Wysp Owczych 1982                                                                           |                                       |                                       |                                       |
| ÍF | ÍF Fuglafjørður                       | 8                                     |                                       |
| Awans z 3. deild Wysp Owczych 1982                                                                            |                                       |                                       |                                       |
| SÍS | SÍ Sumba                              | 1                                     |                                       |
| Oznaczenia: - kolumna pierwsza – skróty nazw drużyn, - kolumna trzecia – miejsce zajęte w poprzednim sezonie. |                                       |                                       |                                       |

## Tabela ligowa
| Lp. | Drużyna             | M  | Z  | R | P | Bramki | Bramki | Różn. | Pkt | Uwagi              |
| --- | ------------------- | -- | -- | - | - | ------ | ------ | ----- | --- | ------------------ |
| 1   | NSÍ Runavík (M) (A) | 14 | 10 | 3 | 1 | 36     | 14     | +22   | 23  | Awans do 1. deild  |
| 2   | Royn Hvalba         | 14 | 11 | 0 | 3 | 51     | 16     | +35   | 22  |                    |
| 3   | ÍF Fuglafjørður     | 14 | 10 | 2 | 2 | 40     | 20     | +20   | 22  |                    |
| 4   | Fram Tórshavn       | 14 | 3  | 5 | 6 | 14     | 29     | −15   | 11  |                    |
| 5   | SÍ Sørvágur         | 14 | 4  | 2 | 8 | 8      | 23     | −15   | 10  |                    |
| 6   | SÍF Sandavágur      | 14 | 2  | 5 | 7 | 22     | 32     | −10   | 9   |                    |
| 7   | SÍ Sumba            | 14 | 3  | 2 | 9 | 14     | 34     | −20   | 8   |                    |
| 8   | EB Eiði (S)         | 14 | 1  | 5 | 8 | 16     | 33     | −17   | 7   | Spadek do 3. deild |